# L'Hydre de Lerne
Pour la créature de la mythologie grecque, voir Hydre de Lerne.
L'Hydre de Lerne (The Lernean Hydra) est une nouvelle policière d'Agatha Christie mettant en scène le personnage d'Hercule Poirot.
C'est la 2e affaire des douze travaux d'Hercule Poirot, ayant trait à l'Hydre de Lerne.
Initialement publiée le 3 septembre 1939 dans la revue This Week aux États-Unis, cette nouvelle a été reprise en recueil en 1947 dans The Labours of Hercules au Royaume-Uni et aux États-Unis. Elle a été publiée pour la première fois en France dans la collection Série rouge en 1948, puis dans le recueil Les Travaux d'Hercule en 1966.

## Personnages
- Hercule Poirot : détective privé.
- George : majordome d'Hercule Poirot.
- Dr Charles Oldfield : médecin victime de rumeurs.
- Joan Moncrieffe : aide médicale du Dr Oldfield.
- Miss Leatheran : vieille femme cancanière de la petite ville.
- Miss Harrison : ancienne infirmière du docteur Oldfield.
- Béatrice King : ancienne employée de maison des Oldfield.

## Résumé

### Mise en place de l'intrigue
Le docteur Charles Oldfield a un sérieux problème dont il ne sait comment faire face. Son épouse est morte d'un ulcère de l'estomac il y a environ un an, et les commérages vont bon train dans le Berkshire : beaucoup, dans la petite ville, croient qu'il a tué son épouse pour éventuellement épouser Joan Moncrieffe, son aide-médicale. Oldfield demande donc à Poirot de l'aider.

### Enquête
Le détective a face à lui la rumeur publique qui, comme l'hydre de Lerne, grossit chaque fois qu'on essaie de couper une tête. Poirot se dit qu'il faut couper la rumeur à sa base : concrètement, il faut découvrir la personne qui est à l'origine de la propagation de la sinistre rumeur.
Il soupçonne d'abord miss Leatheran, vieille femme cancanière de la petite ville. Puis il a un entretien avec miss Harrison, l'ancienne infirmière du docteur Oldfield. Enfin il rencontre Béatrice King, l'ancienne employée de maison des Oldfield.

### Dénouement et révélations finales
Poirot fait suivre miss Harrison par son valet George et découvre que c'est elle qui a lancé les rumeurs. Amoureuse du docteur Oldfield, elle avait été vexée quand elle avait découvert sa liaison sentimentale avec Joan Moncrieffe. Mais Poirot découvre, au surplus, que c'est miss Harrison qui avait empoisonné Mme Oldfield.
Le docteur est donc entièrement disculpé.

## Publications
Avant la publication dans un recueil, la nouvelle avait fait l'objet de publications dans des revues :
- le 3 septembre 1939, aux États-Unis, sous le titre « Invisible Ennemy », dans la revue This Week[1] ;
- en décembre 1939, au Royaume-Uni, dans le no 588 de la revue The Strand Magazine[1] ;
- en février 1946, aux États-Unis, sous le titre « The Labors of Hercules: The Hydra of Lernea » ou « The Case of the Gossipers », dans le no 27 (vol. 7) de la revue Ellery Queen's Mystery Magazine[2] ;
- en février 1946, aux États-Unis, sous le titre « The Labors of Hercules: The Hydra of Lernea » ou « The Case of the Gossipers », dans le no 27 (vol. 7) de la revue Ellery Queen's Mystery Magazine (Overseas Edition for the Armed Forces)[3] ;
- en 1948, en France, dans le no 13 de la collection Série rouge[4] ;
- en septembre 1956, au Royaume-Uni, dans le no 2 (vol. 1) de la revue The Creasey Mystery Magazine[5].

La nouvelle a ensuite fait partie de nombreux recueils, notamment :
- en 1947, au Royaume-Uni et aux États-Unis, dans The Labours of Hercules[1] (avec 11 autres nouvelles) ;
- en 1966, en France, dans Les Travaux d'Hercule (adaptation des recueils anglo-saxons).

## Adaptation
L'intrigue de la nouvelle fait partiellement partie de Les Travaux d'Hercule (The Labors Of Hercule), téléfilm britannique de 2013 de la série télévisée Hercule Poirot (69e épisode, 13.04), avec David Suchet dans le rôle principal.